# Sphaerospira macneilli
Sphaerospira macneilli är en snäckart som först beskrevs av Tom Iredale 1937.  Sphaerospira macneilli ingår i släktet Sphaerospira och familjen Camaenidae. Inga underarter finns listade i Catalogue of Life.